# ۸۷۳ (خورشیدی)
۸۷۳ هشتصد و هفتاد و سومین سال هجری خورشیدی است.